# Aeròdrom de Rozas
L'Aeròdrom de Rozas (codi OACI: LERO) es troba a la parròquia de Triabá, al municipi gallec de Castro de Rei, a 8 quilòmetres del centre de la ciutat de Lugo. Es va inaugurar el 4 de juny de 1943 i no té ús comercial.

## Història
Va ser construït per la Luftwaffe alemanya durant la Segona Guerra Mundial amb motiu de proporcionar un manteniment ràpid de les antenes de radiofar del sistema Consol d'Arneiro. L'aeròdrom estava format per tres hangars de dimensions considerables, que a més disposaven de barracons auxiliars. L'any 1949 es va convertir en l'aeroport central de Galícia mentre es construïa l'aeroport de Santiago-Rosalía de Castro.
Una vegada finalitzada la contesa, l'aeròdrom de Rozas va ser reconegut com un lloc excepcional per a la creació d'un aeroport de majors dimensions, o va arribar a ser base aèria durant algun temps en què hi va haver una guarnició considerable fins que el 1953 es va desmantelar. El primer hangar es va desmuntar i traslladar a Palma el 1958, i un altre a la base aèria de Cuatro Vientos (Madrid) el 1959. També pretenien traslladar el tercer i últim però l'alcalde de Lugo en aquell moment, Ramiro Rueda Fernández, va crear el Real Aeroclub de Lugo per tal d'evitar la desaparició total de les instal·lacions.
Durant els anys 2008 i 2009 es van fer inversions importants a l'aeròdrom per part de la Cambra de Comerç de Lugo, com el tancament perimetral de la pista i la reforma de la terminal pretenent convertir a Rozas en un aeroport de càrrega amb vols a Madrid i Barcelona. La pista de l'aeròdrom és de 1.200 per 45 metres, una mida semblant al d'aeroports com el de Sligo a Irlanda o el de Santos Dumont a Brasil, suficient per avions de fins a 50-70 places turbohèlix.